# Kovács Lázár
Kovács Lázár (Kovács-Siklósi Lázár, Lázár Chef) (Budapest, 1974. december 6. –) magyar séf, műsorvezető, gasztronómiai tanácsadó.

## Szakmai pályafutása
Magyarországon jól ismert és népszerű televíziós séf, műsorvezető, gasztronómiai tanácsadó
Középiskolai tanulmányait, amelyek a konyhaművészet elsajátítására irányultak, a Gundel Károly Vendéglátóipari Szakközépiskolában folytatta. Francia gasztronómia tanulmányait Patrick Pagés séfnél Dél-Franciaországban és Párizsban végezte.
Pályafutását a Budai vár egyik legelegánsabb éttermében, az Alabárdos étteremben kezdte. Végigjárta a szakma ranglétráját, üzletvezetőként távozott, amikor megnyitotta saját, családi vállalkozású éttermét, a Lázár Vendéglőjét. Konyhafőnöksége alatt az Alabárdos Éttermet Magyarország legjobb éttermévé választották, saját vendéglőjével pedig szintén helytállt a legjobbak között. 
A washingtoni magyar nagykövetség séfjeként vacsoraestjeiről és főzőbemutatóiról az amerikai sajtó is elismerően cikkezett. A New Yorkban és Washingtonban megrendezett Magyar Kulturális Évad során közreműködött a magyar kultúra és a magyar gasztronómia népszerűsítésében is, melynek keretében nem csak szakmai, hanem diplomáciai feladatokat is ellátott.
Közreműködött a Corso Gourmet, a Café Pió és Rudas Étterem & Bár megnyitásában és üzemeltetésében. 2017-ben üzlettársként és kreatív séfként csatlakozott a Vadrózsa Étterem csapatához. 2018. májusától 1 évet Spanyolországban, Marbellán élt a családjával, ahol szakmai tanácsadóként és séfként közreműködött a Posidonia Banus Restaurante valamint a New Bounty Beach (tengerparti bár) megnyitásában és beüzemelésében.
A magyar gasztronómiai műsorok úttörője. Megalapozott szakmai tudásának, a gasztronómia iránti elkötelezettségének, valamint mindig vidám és lendületes személyiségének köszönhetően, számos gasztronómiai televíziós műsor séf-műsorvezetője.
Szinte minden nap érkezik a közösségi oldalaira olyan finomságokkal, amit mindenki szerethet a családban, gyorsan megvan, és akár a gyerekekkel együtt is elkészíthető otthon vagy a szabadban, sőt, nagyobb gyerekek esetén, akár önállóan is. Stúdió konyhájában és izgalmas külső helyszíneken forgatott, népszerű videós tartalmainak köszönhetően itthon az egyik legnagyobb gasztronómia iránt érdeklődő közösséget, követői tábort fogja össze. Saját gyártású YouTube sorozata: A Nagy Chili Challenge. A műsor lényege, hogy egy közismert személy, sportember, műsorvezető, zenész, színész, előadóművész, véleményvezér kerül meghívásra a komfort zónájának átlépésére egy chili sor végig kóstolásán keresztül. ⁠A leggyengébbtől haladnak a legerősebb chili felé...
Szakmai munkásságát a Chaine des Rotisseurs, a világ egyik legjelentősebb gasztronómiai szervezete is elismeri. 1997-ben dobogós helyezést ért el a Kaliforniában megrendezett Chaine Ifjúsági Szakácsversenyen. 2013-tól a szakácsverseny magyar döntőinek technikai igazgatója és zsűri elnöke, valamint rendszeresen közreműködik a világbajnokságra készülő magyar versenyzők felkészítésében, valamint a világbajnokságokon készülő ételek zsűrizésében (Manchester, Párizs, Mexikó City).
2020-ban indította el saját webshopját, ahol online internetes felületen keresztül nyújt vásárlási lehetőséget konyhai eszközökre/kiegészítőkre, konyhai alapanyagokra/hozzávalókra, és rendezvényekre (például, személyes részvételű főzőkurzusokra) vonatkozóan. A leglegnépszerűbb termékek közé tartozik a Mázas Főzőedény és A Nagy Chili Challenge Szószválogatás És Társasjáték.
Küldetésének tekinti, hogy a fiatalokat motiválja az egészséges táplálkozásra és a főzésre. Az egészséges táplálkozás az otthoni ételkészítéssel kezdődik, ezért séfként és apukaként egyaránt fontosnak tartja, hogy a diákok érettségiig megtanuljanak legalább 8-10 fajta ételt önállóan is elkészíteni.

## Munkahelyek
- 1991–2005	Alabárdos Étterem, tanuló, szakács, séf helyettes, séf, üzletvezető
- 2000–2009 D&B Group / RTL Receptklub, séf-műsorvezető
- 2005–2008	Lázár Vendéglője, tulajdonos
- 2008–2009 Washingtoni magyar nagykövetség séfje
- 2009–	    CBA séfmestere és szakmai tanácsadója
- 2010–	    Unilever-Knorr food stylist
- 2012–	    TV Paprika, séf-műsorvezető
- 2017–2018 Vadrózsa Étterem, executive séf
- 2018–2019 Spanyolországi Posidonia Banus Restaurante séf-tanácsadója

## Food Truck
- 2015 – 2019 Halnépszerűsítő kampány (Hal&Chips Food Truck)
- 2022 – P7 Pizza by Lázár Chef (Piaggio Pizza Porter)

## Külföldi vendégszereplések
- 1996.		Szakmai tanulmányút Franciaországban – mester: Patrick Pagés.
- 1998.		Szakmai tanulmányút Dél-Afrikában, Johannesburgban.
- 1999. 	Magyar hónap keretében főzött a Hongkongi Mandarin Orientalban.
- 2001.		Magyar boresteket tartott Svájcban, a híres Bord au Lac szállodában.
- 2002.		Magyar borvacsorákat tartott Moszkvában.
- 2008–2009 Washingtoni magyar nagykövetség séfje, a New Yorkban és Washingtonban megrendezett Magyar Kulturális Évad során közreműködött a magyar kultúra és a magyar gasztronómia népszerűsítésében is, melynek keretében nem csak szakmai, hanem diplomáciai feladatokat is ellátott.
- 2011.		Párizsi gasztronómiai és mezőgazdasági kiállításon a magyar stand szakmai vezetője.
- 2011. 	Monacoi gasztronómiai kiállításon a magyar stand szakmai vezetője.

## Televíziós műsorok
- 2000–2008 RTL Klub – Receptklub
- 2000–2008	RTL Klub – Gasztro túrák a Receptklubbal: Horvátország - kétszer, Tunézia, Spanyolország - Katalónia, Bulgária, Oroszország (Moszkva), Németország (Berlin)
- 2012–2013	TV Paprika – Receptdaráló
- 2012–2013	TV Paprika – Receptdaráló Extra
- 2012–2013	TV Paprika – Fitt-Térítők
- 2013–2013	TV Paprika – Sztárséf
- 2013–2013	TV Paprika – A séf legyen veled
- 2014–2016	TV2 – Az Év Háziasszonya
- 2016-2017 TV2 - Hal a tortán - a küldetés
- 2016-2018 Duna TV - Balatoni Nyár
- 2018-2019 LiChi TV - Lázár és Géza a retro konyhasó
- 2022-2022 Life TV - A séf hangja

## Híres vendégei
- Roger Moore
- Robert Duvall
- Plácido Domingo
- Andrew Lloyd Webber
- Michael Schumacher

## Tagságok
- Chaîne des Rôtisseurs
- Bocuse d’Or
- Association Internationale des Maîtres Conseils en Gastronomie Française

## Szakácskönyvek
- Kovács Lázár: Az amerikai küldetés (2009.)
- Kovács Lázár: Magyarország kedvenc ételei (2010.)

## Szakmai elismerések
- Ifjú Commis Rôtisseurs 1995. 2. helyezett, 1996. 2. helyezett, 1997 1. helyezett, 1998 1. helyezett,
- Chaîne des Rôtisseurs Világbajnokság Finnország 1995. 4. helyezett
- Sopexa Francia Verseny 1996. 2. helyezett
- Chaîne des Rôtisseurs Világbajnokság Kalifornia, 1997. 3. helyezett
- Chaîne des Rôtisseurs Világbajnokság Svédország, 1998. 4. helyezett
- Kiváló Jakabffy tanítvány 2002. 1. helyezett
- IV. Magyar Grill Bajnokság, 2003. 1. helyezett
- VII. Grill Európa-bajnokság, „Balatoni fogas” kategória 2003. 1. helyezett
- Pizza Világbajnokság, Olaszország, 2022. 7. helyezett

## Szakácsversenyeken való szakmai közreműködés
- 2013 Chaîne Ifjúsági Szakácsverseny, magyar döntő, technikai igazgató és zsűri elnök
- 2014 Chaîne Ifjúsági Szakácsverseny, magyar döntő, technikai igazgató és zsűri elnök
- 2015 Chaîne Ifjúsági Szakácsverseny, magyar döntő, technikai igazgató és zsűri elnök
- 2015 Chaîne Ifjúsági Szakácsverseny, világbajnokság, Budapest, technikai igazgató
- 2016 Chaîne Ifjúsági Szakácsverseny, magyar döntő, technikai igazgató és zsűri elnök
- 2016 Chaîne Ifjúsági Szakácsverseny, világbajnokág, Manchester, kóstoló zsűri tagja
- 2016 Bocuse d’Or, európai döntő, szakmai közreműködő a verseny lebonyolításában
- 2017 Chaîne Ifjúsági Szakácsverseny, magyar döntő, technikai igazgató és zsűri elnök
- 2018 Catering Cup, magyar döntő, műsorvezető
- 2018 Bocuse d’Or, magyar döntő, szakmai közreműködő a verseny lebonyolításában
- 2020 Chaîne Ifjúsági Szakácsverseny, magyar döntő, technikai igazgató és zsűri elnök (Sirha)
- 2021 Chaîne Ifjúsági Szakácsverseny, magyar döntő, technikai igazgató és zsűri elnök
- 2021 Chaîne Ifjúsági Szakácsverseny, világbajnokág, Párizs, kóstoló zsűri tagja
- 2022 Chaîne Ifjúsági Szakácsverseny, magyar döntő, technikai igazgató és zsűri elnök
- 2022 Chaîne Ifjúsági Szakácsverseny, világbajnokág, Mexikó City, kóstoló zsűri tagja